# Danpa
Dante Panzuti, noto con lo pseudonimo Danpa (Pietra Ligure, 8 giugno 1921 – Milano, 5 giugno 2012), è stato un paroliere e produttore discografico italiano.

## Biografia
È nato l'8 giugno 1921 a Pietra Ligure, in provincia di Savona. Scrive canzoni spesso assieme al fratello Virgilio Panzuti, compositore; il successo arriva nel dopoguerra, con Pino solitario e Buona notte angelo mio, incisa nel 1946 da Alberto Rabagliati.
Partecipa al Festival di Sanremo 1951 con Famme durmi', interpretata da Achille Togliani e dal Duo Fasano; ritorna al festival due anni dopo con Sussurrando buonanotte, presentata da Nilla Pizzi con il Doppio Quintetto Vocale e da Teddy Reno con il Quartetto Stars.
Ritorna con È bello, interpretata da Luciana Gonzales, al Festival di Sanremo 1956 e con Ma baciami al Festival di Sanremo 1959, interpretata da Teddy Reno ed Achille Togliani.
Nel 1965 vince lo Zecchino d'Oro con il brano Dagli una spinta (in collaborazione con Pinchi per il testo, mentre la musica è di Nino Casiroli) e partecipa anche con un altro brano, I miei soldatini (musica di Eros Sciorilli); l'anno successivo traduce in italiano As Tears Go By dei Rolling Stones, che il gruppo inglese incide in un 45 giri pubblicato solo in Italia.
Oltre a questo brano, negli anni '60 spesso si dedica a traduzioni di successi inglesi: ricordiamo tra le altre Please Please Me dei Beatles, incisa da Fausto Leali, Red Rubber Ball e Richard Cory di Paul Simon, tradotte per i Nightbirds, I Am A Rock, sempre di Simon, per The Planets e i Memphis, Peek-a-boo e Rosie della The New Vaudeville Band, tradotte per Bobby Solo.
Torna allo Zecchino d'Oro nel 1972 con Il sottomarino raffreddato, scritta su musica del maestro Arrigo Amadesi (che si firma con lo pseudonimo Gorrias). I due nel 1975 scrivono La mongolfiera con il golf. Dante partecipa anche agli altri brani della manifestazione canora: L'albero della cuccagna (musica di Nicola Aprile), Biribiribindi-biribiribanda (musica di Walter Malgoni), La vera storia di Rock e Roll (musica di Claudio Valle) e L'ultima spiaggia (musica di Mario Coppola e Vittorio Paltrinieri).
Con gli anni rallenta progressivamente l'attività, ma partecipa all'Ambrogino d'oro nel 2006, con Il puntino sulla i.
È scomparso nel 2012, pochi giorni prima del suo 91-esimo compleanno.
Con il fratello fondò le Edizioni musicali Cielo.

## Canzoni scritte da Danpa
| Anno | Titolo                     | Autori del testo      | Autori della musica                             | Interpreti                                 |
| ---- | -------------------------- | --------------------- | ----------------------------------------------- | ------------------------------------------ |
| 1946 | Buona notte angelo mio     | Danpa e Bruno Pallesi | Mac Gillar                                      | Alberto Rabagliati                         |
| 1951 | Famme durmi'               | Danpa                 | Virgilio Panzuti                                | Achille Togliani e Duo Fasano              |
| 1953 | Sussurrando buonanotte     | Danpa e Bruno Pallesi | Virgilio Panzuti                                | Nilla Pizzi, Teddy Reno                    |
| 1956 | È bello                    | Danpa                 | Dante Vignali                                   | Luciana Gonzales                           |
| 1959 | Ma baciami                 | Danpa                 | Antigono Godini, Pietro Rizza                   | Teddy Reno, Achille Togliani               |
| 1959 | Johnny Kiss                | Danpa                 | Luigi Gelmini                                   | Mina                                       |
| 1960 | Splende il sole            | Danpa e Pinchi        | Virgilio Panzuti                                | Fausto Cigliano, Irene D'Areni             |
| 1962 | Gringo                     | Danpa                 | Battista Rampoldi                               | Milva                                      |
| 1963 | Per favore, per favore me  | Danpa                 | John Lennon, Paul McCartney                     | Fausto Leali                               |
| 1964 | Yeh! Yeh! Yeh!             | Danpa                 | Cosimo Di Ceglie                                | The Silver Boys                            |
| 1965 | Torna con me sulla luna    | Danpa                 | John Lennon, Paul McCartney                     | Dino                                       |
| 1965 | Dagli una spinta           | Danpa e Pinchi        | Nino Casiroli                                   | Carlo Alberto Travaglino                   |
| 1965 | Ti graffio                 | Danpa                 | Franco Zauli                                    | I Grisbi                                   |
| 1965 | Sei tu Milano              | Danpa                 | Cosimo Di Ceglie                                | Barbara Lory                               |
| 1966 | Con le mie lacrime         | Danpa                 | Mick Jagger, Keith Richards, Andrew Loog Oldham | The Rolling Stones                         |
| 1966 | Richard Cory               | Danpa                 | Paul Simon                                      | Nightbirds                                 |
| 1966 | Ha vinto l'amore           | Danpa                 | Paul Simon                                      | Nightbirds                                 |
| 1967 | Sono una roccia            | Danpa                 | Paul Simon                                      | The Planets e i Memphis                    |
| 1968 | Rosa Rosa                  | Danpa                 | John Carter e Geoff Stephens                    | Bobby Solo                                 |
| 1968 | Peek-a-boo                 | Danpa                 | John Carter e Geoff Stephens                    | Bobby Solo                                 |
| 1969 | Concerto d'Autunno         | Danpa                 | Camillo Bargoni                                 | Shirley Bassey, Nancy Cuomo, Claudio Villa |
| 1970 | Un pianoforte nella sera   | Danpa                 | Danilo Borghi                                   | Mariolino Barberis                         |
| 1972 | Il sottomarino raffreddato | Danpa                 | Gorrias e Primiero                              | Andrea Longhi e Andrea Berti               |
| 1973 | Un uomo solo               | Danpa                 | Ciro Dammicco                                   | I Bisonti                                  |
| 2006 | Il puntino sulla i         | Danpa                 | Arrigo Amadesi e Renato Martini                 | Valeria Bonafede                           |